# Sekigahara-juku

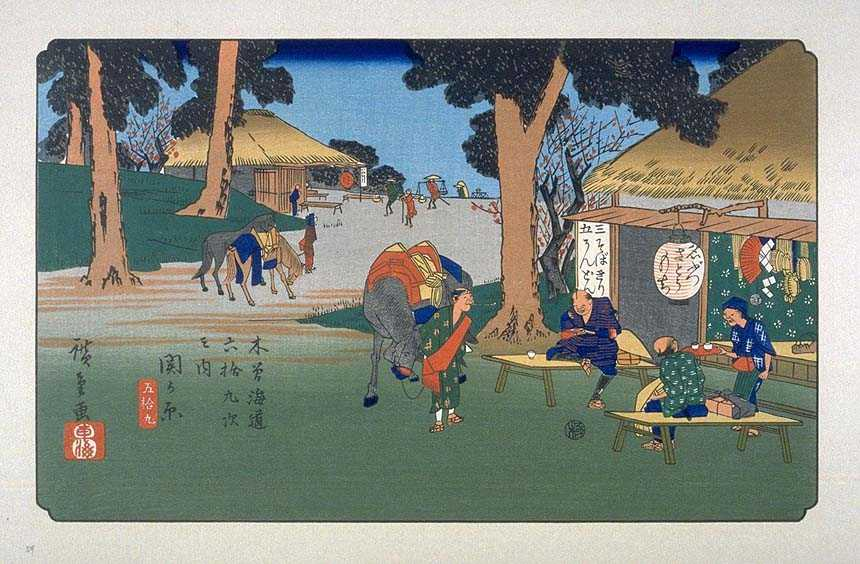
Sekigahara-juku, estampe de Hiroshige de la série Les Soixante-neuf Stations du Kiso Kaidō.

Sekigahara-juku (関ヶ原宿, Sekigahara-juku) était la cinquante-huitième des soixante-neuf stations du Nakasendō. Elle est située dans l'actuelle ville de Sekigahara, district de Fuwa, préfecture de Gifu au Japon.

## Histoire
Sekigahara-juku avait l'intérêt d'être située à l'intersection de nombreuses routes. En plus de faire partie du Nakasendō, elle est aussi reliée au Hokkoku Kaidō et au Ise Kaidō. Son emplacement lui a cependant valu d'être le lieu de nombreuses batailles dont la guerre de Jinshin et la bataille de Sekigahara.
En 1843, la station comptait 1 389 résidents et 269 bâtiments, dont un honjin, un honjin secondaire et 33 hatago.
La zone autour de l'ancienne Sekigahara-juku reste un centre de transport pratique et populaire mais il ne reste aucune ruine de son passé. De nombreuses ruines cependant subsistent des batailles qui s'y sont déroulées.

## Stations voisines
Nakasendō
Tarui-juku – Sekigahara-juku – Imasu-juku